# Frenulo del clitoride
Nell'anatomia femminile il frenulo del clitoride è la parte esterna del clitoride.

## Anatomia
Si trova appena sotto il glande e sopra l'orifizio uretrale esterno. È formato da piccoli lembi di pelle situati posteriormente alle piccole labbra sul retro del clitoride.